# Microterys darganatensis
Microterys darganatensis är en stekelart som beskrevs av Svetlana N. Myartseva 1981. Microterys darganatensis ingår i släktet Microterys och familjen sköldlussteklar.
Artens utbredningsområde är Turkmenistan. Inga underarter finns listade i Catalogue of Life.